# Tvångsförvaltning
Tvångsförvaltning är en statlig eller kommunal åtgärd där en myndighet tar över förvaltning av egendom som har blivit misskött. Åtgärden kan i Sverige bland annat användas för hyreshus efter beslut i hyresnämnd. Bestämmelser för detta finns i Bostadsförvaltningslagen.